# Cockburn Town
För andra betydelser, se Cockburn Town (olika betydelser).
Cockburn Town är huvudstad i det brittiska utomeuropeiska territoriet Turks- och Caicosöarna i Västindien. Den ligger på den största ön i Turksöarna, Grand Turk och är öns enda stad. Staden hade 4 831 invånare (2012). Den ligger cirka 32 kilometer öster om Cockburn Harbour på South Caicos Island.
Staden har varit regeringssäte ända sedan 1766, och staden var den första permanenta boplatsen på någon av öarna, den grundades 1681 av saltsamlare som anlände till Turks- och Caicosöarna från Bermuda. Staden lär ligga där Juan Ponce de León första gången landsteg på ön.
Staden är känd för sina långa, smala gator och gamla gatubelysning. Strax söder om Cockburn Town ligger flygplatsen Grand Turk International Airport, som har reguljär trafik till Providenciales i Caicosöarna.
Det äldsta kända europeiska skeppsvraket som hittats i Nya världen, Molasses Reef Wreck, daterat till 1513, ställs ut på Turks and Caicos National Museum.